# 다이안 게이드리

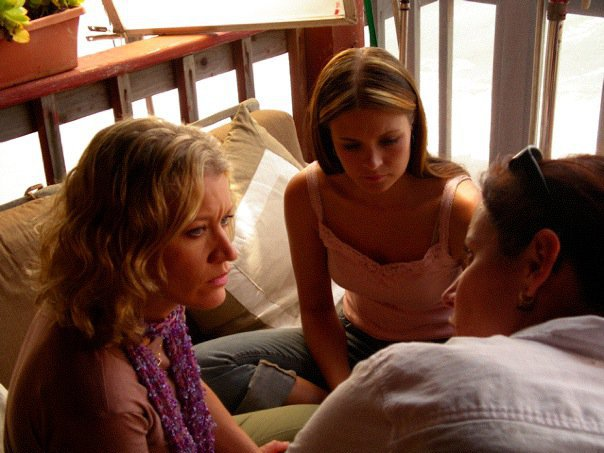

다이안 게이드리(Diane Gaidry, 1964년 10월 11일 ~ 2019년 1월 30일)는 미국의 배우, 영화 프로듀서, 영화배우이다.
래피드시티에서 태어났으며 버펄로에서 사망하였다.

## 영화
- 사랑하는 애너벨 (2006년) - 시몬 역
- 니드 (2005년)
- 거래 (2005년)
- 해변의 축제 (1990년)